# Marcel Berger
Marcel Berger (París, Francia, 14 de abril de 1927 - ibídem, 15 de octubre de 2016) fue un matemático francés, pionero de la geometría diferencial francesa y exdirector del Institut des Hautes Études Scientifiques (IHÉS) de Francia. Durante su estancia en Le Castera, en Lasseube, Berger fue fundamental en llevar a Mijaíl Grómov a la Universidad de París y al IHÉS.

## Premios y reconocimientos
- 1956 Prix Peccot, Collège de France
- 1962 Prix Maurice Audin
- 1969 Prix Carrière, Académie des Sciences
- 1978 Prix Leconte, Académie des Sciences
- 1979 Prix Gaston Julia
- 1979–1980 Presidente de la Société Mathématique de France.[2]
- 1991 Lester R. Ford Award[3]